# Saint-Révérien
Saint-Révérien ist eine französische Gemeinde mit 191 Einwohnern (Stand 1. Januar 2022) im Département Nièvre in der Region Bourgogne-Franche-Comté (vor 2016 Bourgogne).

## Lage und Klima
Saint-Révérien liegt wenige Kilometer westlich des Regionalen Naturparks Morvan in der Kulturlandschaft Burgunds etwa 45 km (Fahrtstrecke) nordöstlich von Nevers in einer Höhe von ca. 305 m. Die Gemeinde liegt an der von Vézelay ausgehenden Via Lemovicensis, einem der vier historischen „Wege der Jakobspilger in Frankreich“. Das Klima ist gemäßigt bis warm; Regen (ca. 720 mm/Jahr) fällt übers Jahr verteilt.

## Geschichte
Der Ort ist nach dem hl. Reverianus von Autun benannt, der – einer lokalen Überlieferung zufolge – hier sein Martyrium erlitten haben soll. Ihm und seinen Begleitern soll nach dem Toleranzedikt von Mailand (313) eine Kapelle erbaut worden sein, aus der im Mittelalter zunächst ein Oratorium, später dann ein Priorat der Abteien Saint-Martin d’Autun und Cluny hervorging. Während der Französischen Revolution wurde der Ort in Brutus-le-Bourg umbenannt, später dann in Saint Révézin.

## Bevölkerungsentwicklung
| Jahr                       | 1800 | 1851 | 1901 | 1954 | 1999 | 2020 |
| Einwohner                  | 376  | 884  | 717  | 464  | 230  | 170  |
| Quellen: Cassini und INSEE |      |      |      |      |      |      |

Die Reblauskrise im Weinbau und die fortschreitende Mechanisierung der Landwirtschaft haben seit Beginn des 20. Jahrhunderts zu einem deutlichen Bevölkerungsschwund geführt (Landflucht).

## Wirtschaft
Traditionell lebten die Menschen als Selbstversorger von der Landwirtschaft (Felder und Hausgärten), zu der auch die Viehzucht gehörte.

## Sehenswürdigkeiten
- Die dreischiffige und mit einem Umgangschor versehene Église Saint-Révérien war eine Priorats- und Pilgerkirche und stammt ursprünglich aus dem 12. Jahrhundert. Im Jahr 1723 zerstörte ein Brand das Kirchenschiff; nur der dreiapsidiale Umgangschor mit seinen romanischen Kapitellen und den Fresken aus dem 16. Jahrhundert blieb weitgehend unversehrt. Im 19. Jahrhundert wurde das Langhaus in Stilformen der Romanik rekonstruiert; auch die fein gearbeiteten Kapitelle stammen aus dieser Zeit. Seit dem Jahr 1840 ist der Kirchenbau als Monument historique anerkannt.[2][3]
- Das im 16. oder 17. Jahrhundert erbaute ehemalige Prioratsgebäude diente lange Zeit als Schule und Rathaus.

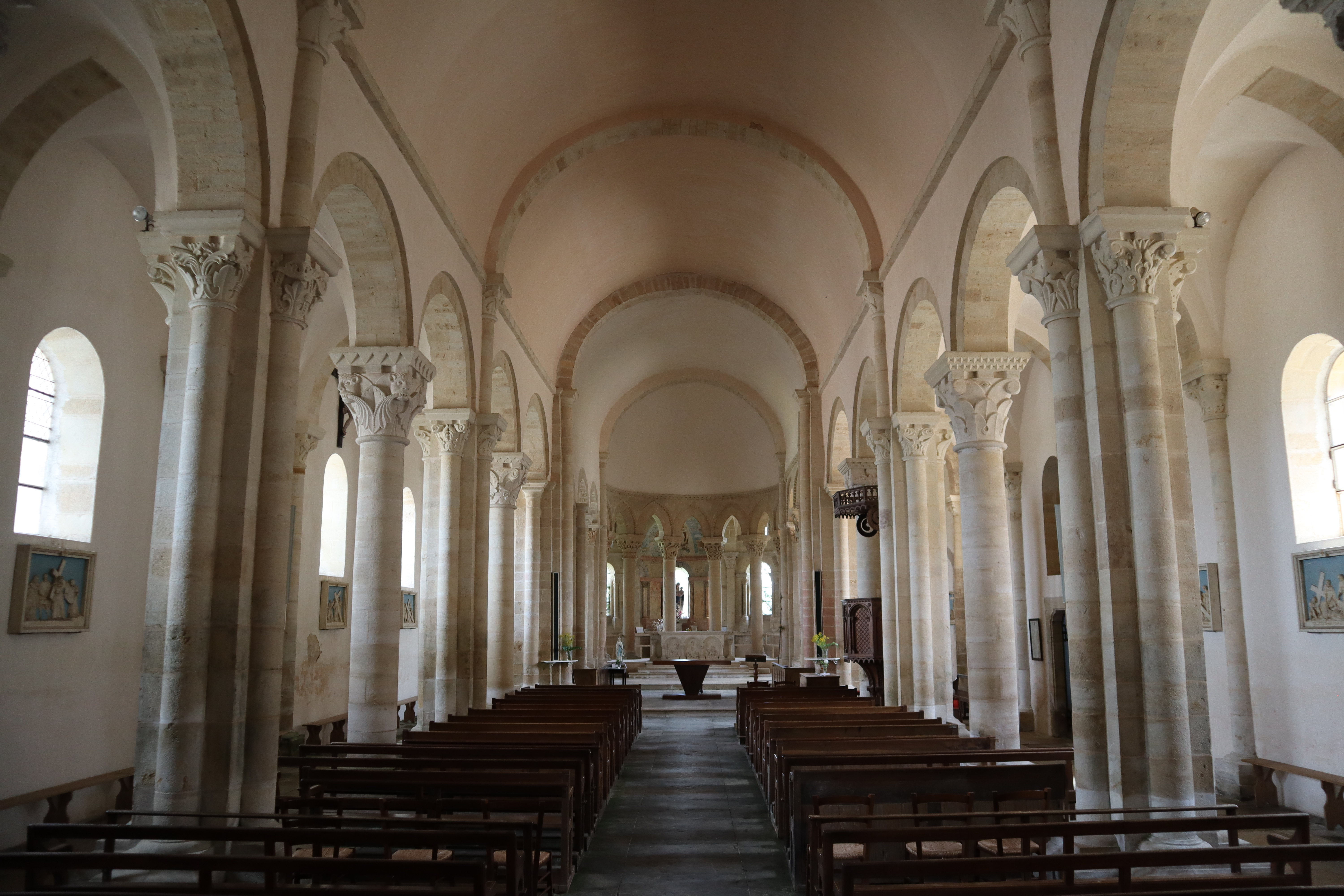
Kirche Saint-Révérien, Kirchenschiff und Umgangschor
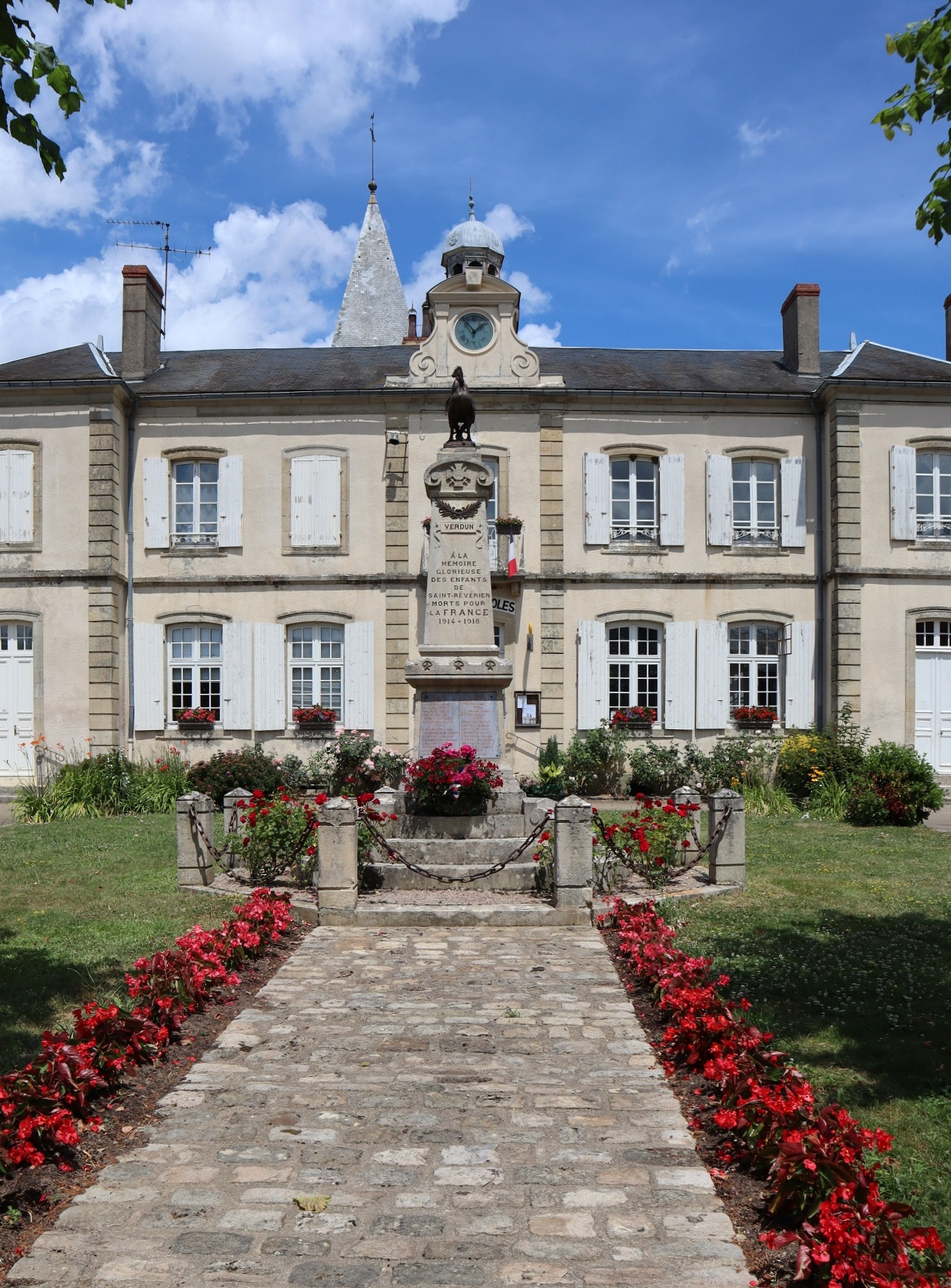
Gefallenendenkmal
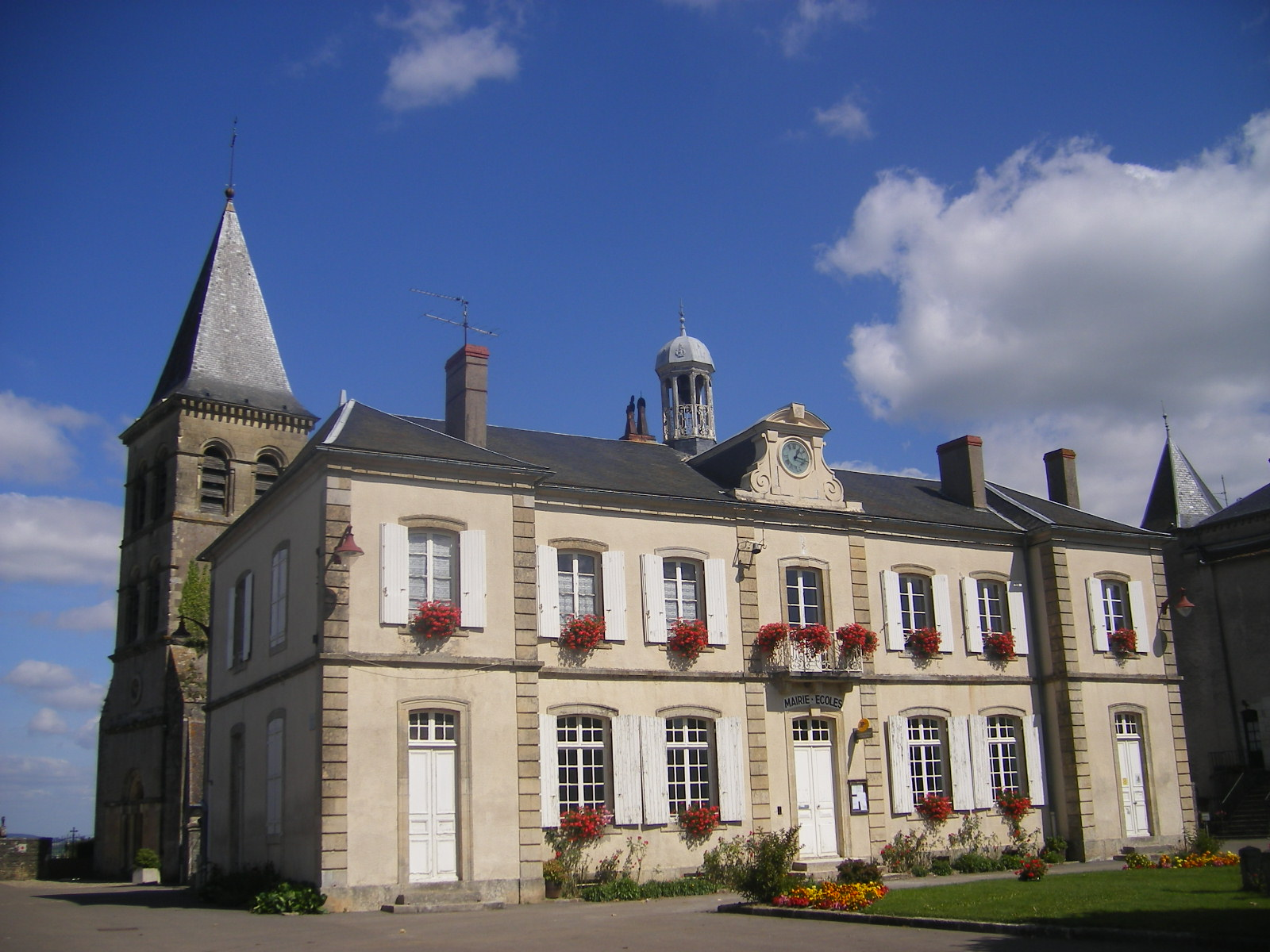
Rathaus